# Ceratojoppa guineensis
Ceratojoppa guineensis är en stekelart som beskrevs av Heinrich 1967. Ceratojoppa guineensis ingår i släktet Ceratojoppa och familjen brokparasitsteklar. Inga underarter finns listade i Catalogue of Life.